# George Samuel Clason
George Samuel Clason (Luisiana, 7 de noviembre de 1874-Napa, 7 de abril de 1957) fue un autor estadounidense. Se le asocia principalmente con su libro El hombre más rico de Babilonia, publicado por primera vez en 1926.

## Biografía

### Educación y temprana edad
Clason nació en Luisiana, Misuri. Estudió en la Universidad de Nebraska.  Sirvió en el Ejército de Estados Unidos durante la guerra hispano-estadounidense.

## Carrera
Clason fundó dos empresas, Clason Map Company en Denver (Colorado) y Clason Publishing Company. Clason Map Company fue la primera empresa en publicar un mapa de carreteras de Estados Unidos y Canadá, pero esta no superó la Gran Depresión de 1929.
Clason fue más conocido por escribir una serie de folletos informativos sobre cómo ser ahorrativo y cómo lograr el éxito financiero. Comenzó a escribir los folletos en 1926, usando parábolas de la antigua Babilonia. Los bancos y las compañías de seguros comenzaron a distribuir las parábolas, y las más famosas se compilaron en el libro El hombre más rico de Babilonia. Se le atribuye haber acuñado la frase «Págate primero a ti mismo».

## Vida personal
Clason se casó dos veces, la primera con Ida Ann Venable y la segunda con Anna Burt. Murió en Napa (California) y fue enterrado en el Cementerio Nacional Golden Gate en el condado de San Mateo, California.